# Metatropis rufescens
Espèce
Metatropis rufescens est une espèce d'insectes hétéroptères (punaises) de la famille des Berytidae.

## Description
Le corps est fin pour une punaise. Couleur brun rouge. Les pattes et antennes sont piquetées de sombre. Un anneau noir sur les pattes.

## Biologie
Les œufs sont pondus en été sur les tiges et les feuilles de Circaea lutetiana dont se nourrissent les larves.

## Systématique
Le nom valide complet (avec auteur) de ce taxon est Metatropis rufescens (Herrich-Schäffer, 1835).
L'espèce a été initialement classée dans le genre Berytus sous le protonyme Berytus rufescens Herrich-Schaeffer, 1835.
Metatropis rufescens a pour synonymes :
- Berytus annulatus Burmeister, 1835
- Berytus annulatus Gorski, 1852
- Berytus elegans Burmeister, 1835
- Berytus rufescens Herrich-Schaeffer, 1835
- Metatropis linnaeae Wagner, 1950
- Metatropis rufescens linnaeae Wagner, 1950
- Neides sieberi Spinola, 1837